# Franklin Cisneros
Franklin Amadeo Cisneros Duarte (21 de diciembre de 1983-28 de octubre de 2023) fue un deportista salvadoreño que compitió en judo.
Ganó una medalla de bronce en los Juegos Panamericanos de 2007, en la categoría de –81 kg. Participó en los Juegos Olímpicos de Pekín 2008, donde finalizó vigésimo primero en la misma prueba.

## Palmarés internacional
| Juegos Panamericanos | Juegos Panamericanos    | Juegos Panamericanos | Juegos Panamericanos |
| Año                  | Lugar                   | Medalla              | Categoría            |
| -------------------- | ----------------------- | -------------------- | -------------------- |
| 2007                 | Río de Janeiro (Brasil) | Medalla de bronce    | –81 kg               |